# Ronald Ross
Pour les articles homonymes, voir Ross.

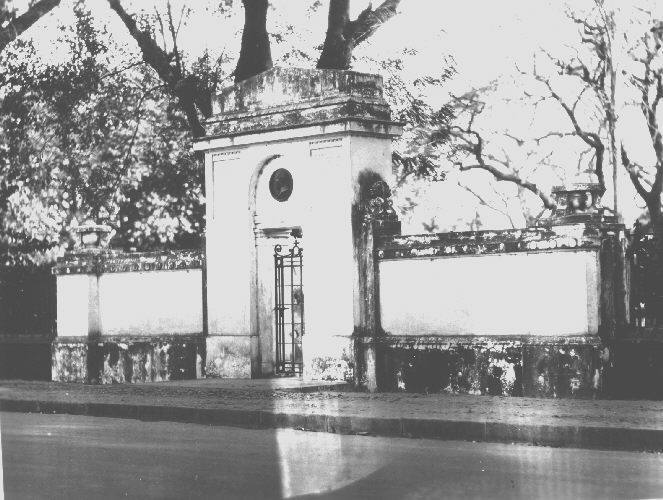
Monument dédié à Ronald Ross.

Ronald Ross (13 mai 1857 à Almora, Inde - le 16 septembre 1932 à Londres) est un médecin bactériologiste et entomologiste britannique de l’Armée des Indes britanniques qui parvient à montrer, le 20 août 1897, que la transmission du paludisme des oiseaux se fait par un moustique. En 1902, il reçoit le prix Nobel de physiologie ou médecine pour ses travaux sur le paludisme.

## Biographie
Ronald Ross fait ses études à Londres. Il entre dans les services médicaux militaires anglo-indiens en 1881 et 11 ans plus tard commence ses recherches sur la transmission du paludisme et la lutte contre cette maladie.
Il travaille longtemps en Inde avec un médecin écossais spécialiste de la filariose, Patrick Manson (1844-1922), père de la médecine tropicale, et applique à la malaria la théorie de Manson sur la filariose : la maladie est due à la transmission d'un parasite - dans ce cas, la filaire - par un moustique.
En 1889, lors d'une expédition en Afrique de l'Ouest, il identifie la présence de moustiques vecteurs du paludisme, en observant un moustique qui vient de piquer un patient, et organise leur extermination à grande échelle.
En 1894, Patrick Manson lui montre les parasites sur lesquels il travaille et, en novembre de la même année, se promenant à Londres avec Ronald Ross, il lui dit : « Savez-vous que j’ai élaboré une théorie sur les moustiques qui transportent la malaria, tout comme ils transportent les filaires ? »
Étudiant d'autres moustiques, Ross découvre alors, dans leur tube digestif, des Plasmodium falciparum à différents stades de leur développement, apportant ainsi la preuve que ce sont les moustiques femelles (les mâles ne piquent pas) qui transmettent la malaria.
À partir de 1895, il entreprend une série d'expériences scientifiques qui prouvent que le paludisme est transmis par les moustiques. Il détermine également le cycle biologique du parasite paludéen chez le moustique anopheles.
Le 18 décembre 1897, le British Medical Journal signale que Ross a découvert des kystes paludéens dans les parois de l'estomac d'anophèles ayant piqué un malade atteint de paludisme. Continuant à disséquer des centaines d'anopheles, il en apporte la preuve en février 1898. Le parasite qu'il a découvert est l'un des 24 qui affectent les oiseaux.
Partant de ses travaux, le scientifique italien Giovanni Battista Grassi (1854-1925) découvre les quatre qui infectent l'homme. Mais ses communications mentionnent à peine le nom de Ronald Ross, et celui-ci lui en voulut jusqu'à la fin de ses jours. Le cycle complet du développement du parasite (il migre vers les glandes salivaires du moustique, d'où il est injecté aux humains) n'est décrit qu'en 1948, également par une équipe britannique.
En 1902, il est lauréat du prix Nobel de physiologie ou médecine « pour son travail sur la malaria, par lequel il a montré comment le parasite infectait l'organisme et ainsi a posé les bases de la recherche et de la lutte contre la maladie ». Peu après, le scientifique italien Giovanni Battista Grassi (1854-1925) montrera qu'il en de même pour le paludisme humain, transmis par l’anophèle femelle. Ross a également reçu la Royal Medal en 1909.
En 1911, il écrit au sujet du paludisme :
- « Affirmer qu'une maladie est sous la dépendance de certains facteurs sert à bien peu de choses, à moins qu'il soit ne possible d'évaluer l'influence de chacun des facteurs sur le résultat final. »
- « La fièvre paludéenne est importante non seulement en raison des souffrances qu'elle inflige à l'humanité, mais aussi en raison des obstacles qu'elle a toujours opposés aux progrès de la civilisation… Aucun désert, aucune race sauvage, aucune difficulté géographique ne s'est montré aussi hostile à la civilisation que cette maladie. »

Il est anobli en 1911. Il publie également des études mathématiques, des romans ainsi que des poèmes, et meurt à Londres le 16 septembre 1932.
Le Chromosome de Calcutta d'Amitav Ghosh (éd. Seuil 1998, coll. Cadre vert) est un roman qui fait une large place au récit, dans une atmosphère fantastique, de la découverte de Ronald Ross sur le paludisme.